# Ludwig G. Strauss
Ludwig Georg Strauss (* 5. Juli 1949 in Worms; † 29. Mai 2013 in Hessen) war ein deutscher Radiologe und Hochschullehrer.

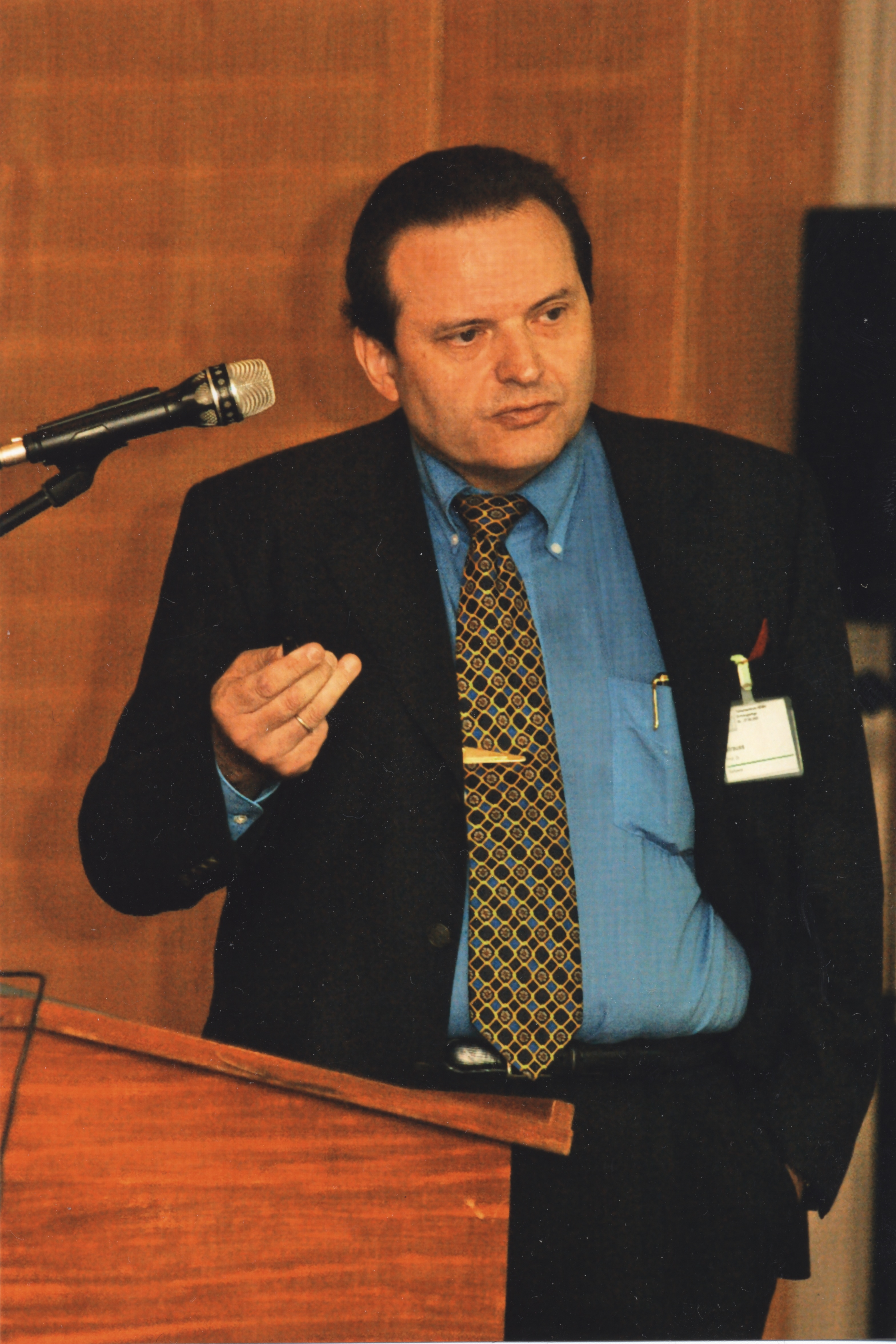
Ludwig Strauss 2003 während einer Präsentation

## Werdegang
Ludwig Strauss besuchte das Starkenburg-Gymnasium in Heppenheim und legte dort 1968 das Abitur ab. An der Justus-Liebig-Universität in Gießen studierte er von 1969 bis 1975 Humanmedizin und von 1973 bis 1975 Mathematik. 1975 schloss er das Medizinstudium ab und bekam 1976 die Approbation. Von 1975 bis 1978 arbeitete er als Assistenzarzt für Innere Medizin. Er promovierte im November 1978 mit einer Arbeit zum Thema „Vergleichende Untersuchungen verschiedener Radio-in-vitro-Tests zur Beurteilung der Schilddrüsenfunktion unter Berücksichtigung mehrerer Parameter“. Dann wechselte er an das Deutsche Krebsforschungszentrum und begann seine Ausbildung im Fach Nuklearmedizin (1978–1982). Im Oktober 1982 wurde er Facharzt für Nuklearmedizin. Dann wechselte er zum Universitätsklinikum Mannheim, Institut für Klinische Radiologie (Leiter: M. Georgi), und schloss dort im Januar 1986 die Ausbildung zum Facharzt für das Gesamtgebiet Radiologie ab. Im Februar 1986 wurde er für das Fach klinische Radiologie mit dem Thema „Quantitative und qualitative Leber- und Milzszintigraphie mit der Single-Photon-Emissionscomputertomographie (SPECT) im Vergleich zu der Transmissionscomputertomographie (TCT)“ habilitiert. 1987 wechselte er zurück ans Deutsche Krebsforschungszentrum, Abteilung für Onkologische Diagnostik und Therapie (Leiter: Prof. Dr. G. van Kaick) und war zuständig für den Betrieb eines der ersten Ganzkörper-Positronenemissionstomographen (PET) in Deutschland. Im Oktober 1992 wurde er zum außerplanmäßigen Professor für Radiologie an der Ruprecht-Karls-Universität Heidelberg ernannt. Die onkologische Forschung auf dem Gebiet der molekularen Diagnostik mit tomographischen Verfahren war sein primäres Forschungsgebiet.

## Wissenschaftliche Schwerpunkte
Ludwig Strauss erforschte den Einsatz von neuen molekularen bildgebenden Verfahren für die Verbesserung der onkologischen Diagnostik sowie für die Optimierung und Individualisierung der Krebstherapie. Er publizierte zahlreiche Arbeiten, die den Einsatz der PET propagierten. Seine Arbeit mit dem Titel The application of PET in clinical oncology wurde oft zitiert.

## Privates
Strauss’ Vater war Arzt und betrieb eine größere Praxis in Südhessen. Seit 1993 war er mit Antonia Dimitrakopoulou-Strauss verheiratet, die ebenfalls als Professorin am Deutschen Krebsforschungszentrum arbeitet. Zusammen haben sie einen Sohn. Strauss hat noch zwei Kinder aus erster Ehe. Er starb 2013 nach einer langjährigen Erkrankung.